# Transporte en Argentina

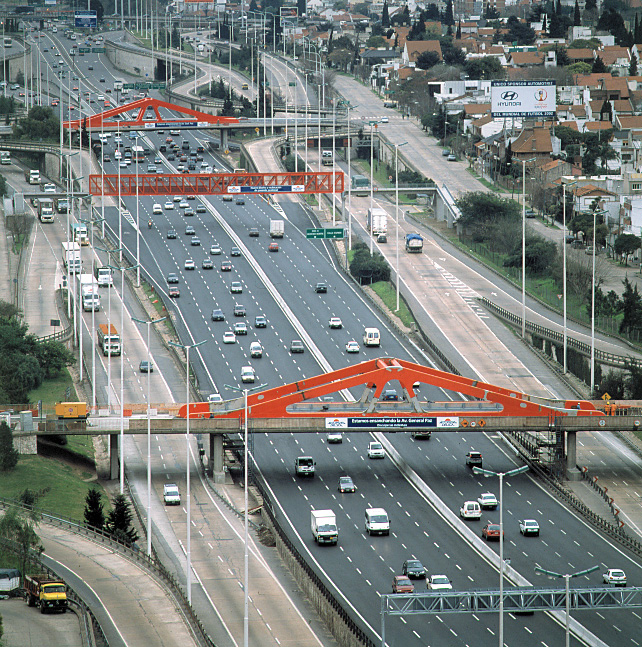
Autopista en Buenos Aires: la Avenida General Paz.

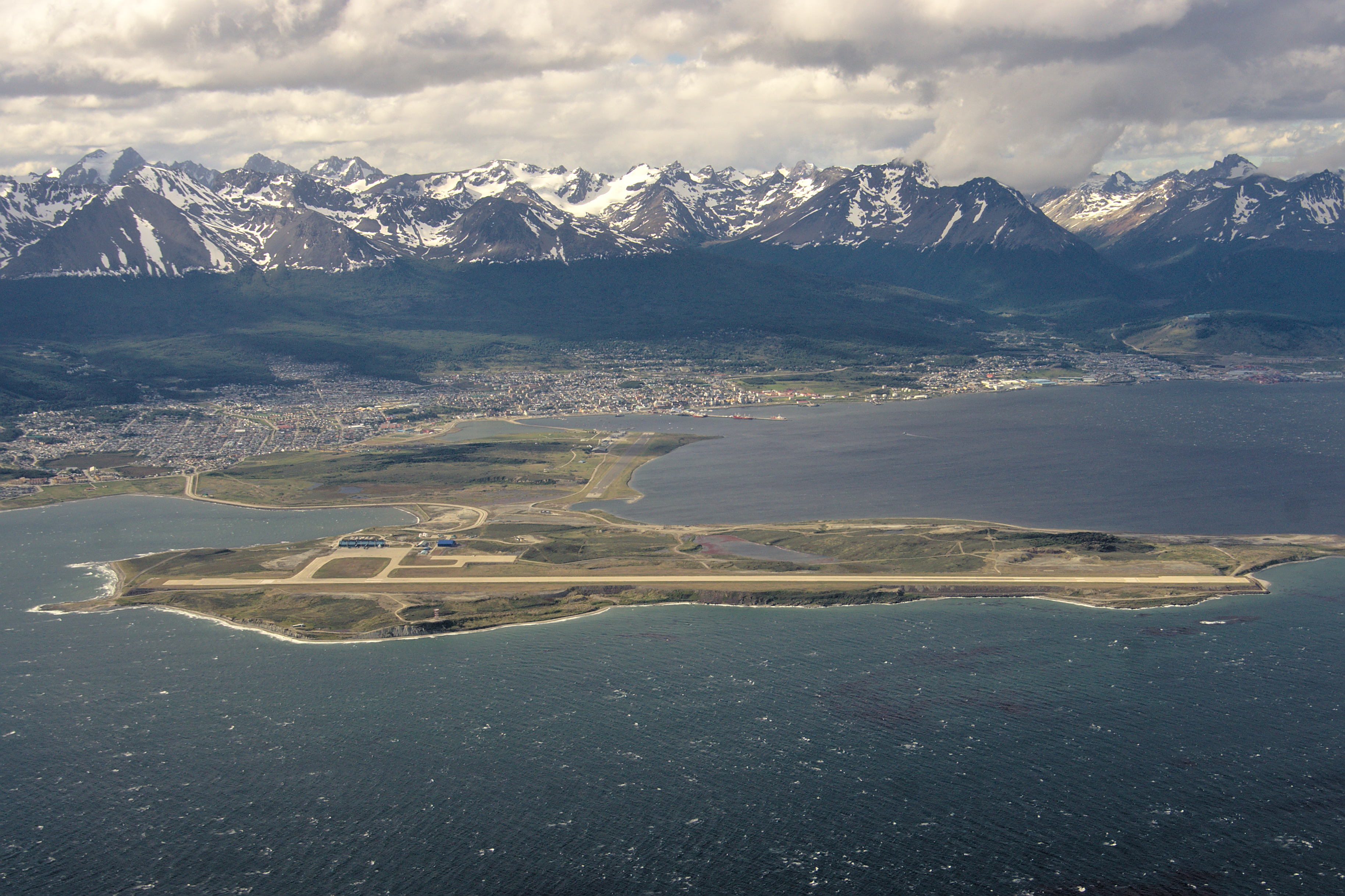
Aeropuerto Internacional Malvinas Argentinas en Ushuaia, el más austral del territorio continental argentino, portal de entrada a la Antártida.

El transporte en Argentina está basado en una compleja red de carreteras, cruzado frecuentemente por autobuses y por camiones de carga. Buenos Aires y todas las capitales provinciales (excepto Ushuaia y municipios de tamaño medio) se encuentran interconectados por los 37 740 km de rutas asfaltadas. Argentina también tiene 600 000 km de calles municipales. En las ciudades el principal medio de transporte es el colectivo (autobús), con líneas que transportan millones de personas todos los días. Buenos Aires ofrece a sus habitantes el subte, el único de toda Argentina. En 2021, el país contaba con alrededor de 2.800 km de carreteras duplicadas, la mayoría saliendo de la capital Buenos Aires, conectándola con ciudades como Rosario y Córdoba, Santa Fe, Mar del Plata y Paso de los Libres (en la frontera con Brasil), y también hay carreteras duplicadas que salen de Mendoza hacia la capital, y entre Córdoba y Santa Fe, entre otras localidades. A las históricas Autopista Buenos Aires - La Plata y Autovía 2 se han incorporado la Autopista Córdoba - Carlos Paz, Rosario - Córdoba, Villa Mercedes - Mendoza, Autovía Mesopotámica, entre otras. Además varias ciudades tienen circunvalaciones de cuatro carriles. Se estima en 8 527 256 el número de vehículos que forman el parque automotor argentino, distribuido en 5 325 231 de automóviles, 1 370 312 de vehículos livianos, 417 042 de carga y 62 785 para transporte de pasajeros, sin contabilizar 517 449 unidades no especificadas.
La importancia del tren en trayectos de larga distancia es menor hoy en día, aunque fue prioritario en el pasado. El sistema ferroviario fue privatizado a comienzos de la década de 1990, comprendiendo tanto el transporte de carga como el traslado urbano de pasajeros. A la fecha del 2006 cuenta con alrededor de 31 902 kilómetros operativos de líneas férreas. En total existen unos 40 245 km de ferrovías, pero muchos tramos han quedado abandonados en las etapas 1963, 1977 y los años 1990.
El transporte marítimo es muy usado para el transporte de mercancías. Argentina cuenta con alrededor de 11 000 km de vías navegables. La red de hidrovías está compuesta por los ríos de La Plata, Paraná, Paraguay y Uruguay. Los principales puertos fluviales son los de Zárate y Campana. La mayoría de los productos importados por la Argentina llega al país por vía marítima. Los principales puertos son los siguientes: Buenos Aires, La Plata-Ensenada, Bahía Blanca, los puertos del Up-River, Mar del Plata, Quequén-Necochea, Comodoro Rivadavia, Puerto Deseado, Puerto Madryn y Ushuaia. El puerto de Buenos Aires es históricamente el primero en importancia individual, pero la zona conocida como Up-River, que se extiende a lo largo de 67 km de la porción santafesina del río Paraná, reúne 17 puertos que concentran el 50 % del total de las exportaciones del país.
El país contiene numerosos aeropuertos internacionales y nacionales. El gran Buenos Aires dispone de 2 terminales aéreas dada la gran demanda que existe. El Aeropuerto Internacional de Ezeiza, a unos 35 km del centro de Buenos Aires, es el más grande del país y uno de los más modernos del continente. Dispone de instalaciones para manejo y almacenaje de carga. La entrada directa a la capital argentina es el aeroparque Jorge Newbery, donde recibe gran cantidad de vuelos de cabotaje y regionales, principalmente de países vecinos. La compañía Aerolíneas Argentinas, que fuera privatizada en 1990 y ahora nuevamente en manos del estado argentino; realiza vuelos nacionales e internacionales. Existen, también, diversas líneas aéreas domésticas. Las principales compañías aéreas internacionales utilizan Buenos Aires como destino final o escala obligatoria en sus rutas.

## Transporte urbano

### Transporte público

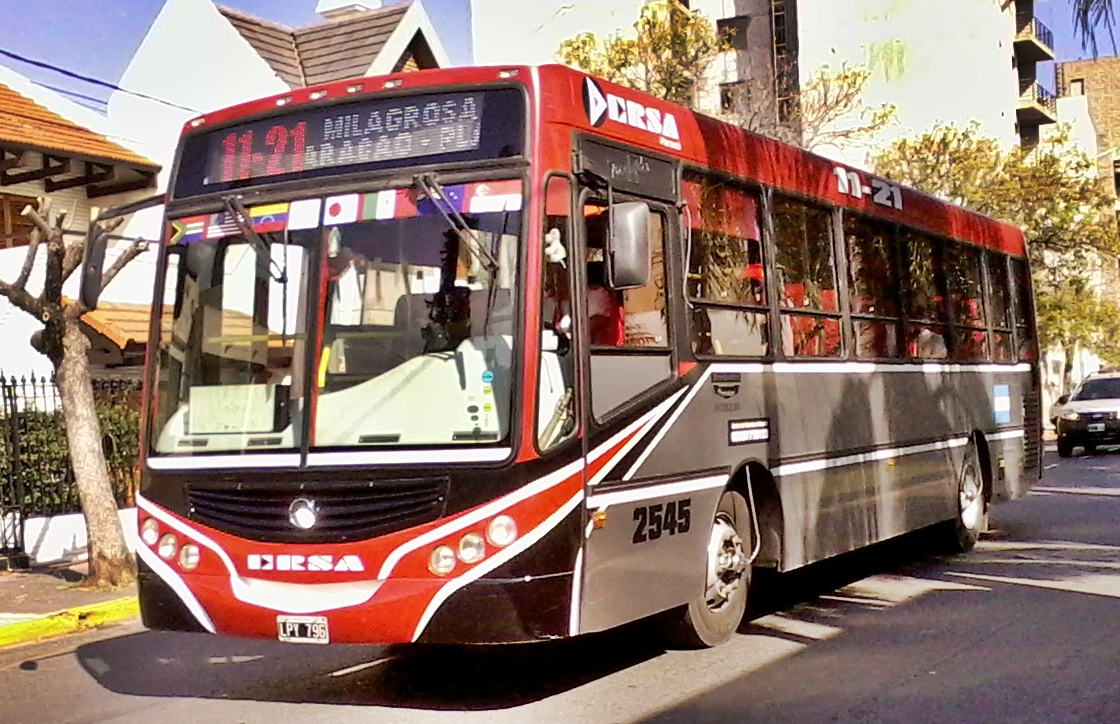
Colectivo en la ciudad de Paraná

Gran parte de la población usa el transporte público para sus desplazamientos. El mismo, si bien está concesionado a empresas privadas, está subvencionado por el estado. Esto hace que las tarifas sean, por lo general, accesibles: el subsidio a los colectivos equivale a una reducción importante del precio real del gasoil. Sin embargo, las empresas aseguran que la suma de su recaudación y los subsidios estatales serían insuficientes para compensar sus gastos operativos. Por su parte, Eduardo Mondino, el «Defensor del Pueblo», atribuye la responsabilidad de la crisis del sector transportista a los organismos de control del estado, y consideró que los subsidios serían «un premio a la ineficiencia».
Existe también un uso intensivo de los automóviles, lo cual origina numerosos problemas con el tránsito. Debido a esto, se toman medidas políticas que intentan desalentar el uso del automóvil, para descomprimir los problemas de tránsito.

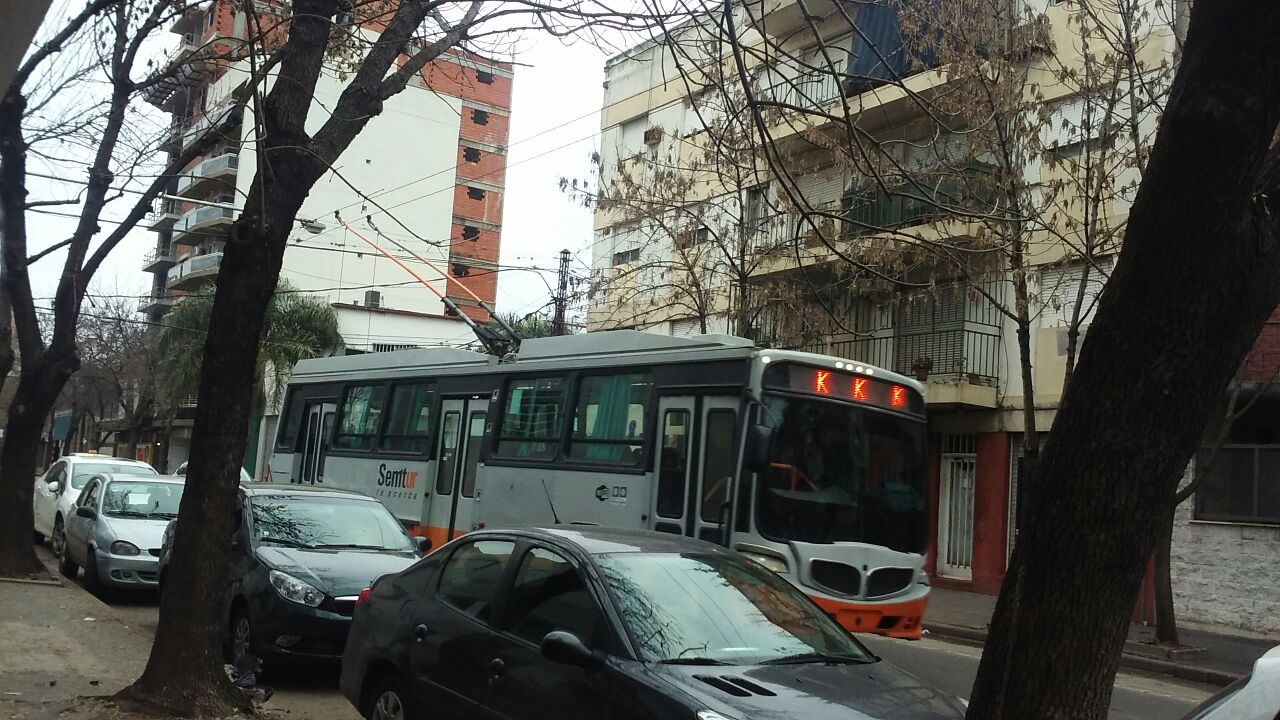
Rosario es una de las tres ciudades argentinas que cuentan con trolebuses

Además de los automóviles, en Argentina se usan los trolebuses (vehículo eléctrico que toma la corriente de un cable aéreo). Actualmente sólo circulan en Córdoba, Rosario y Mendoza, 

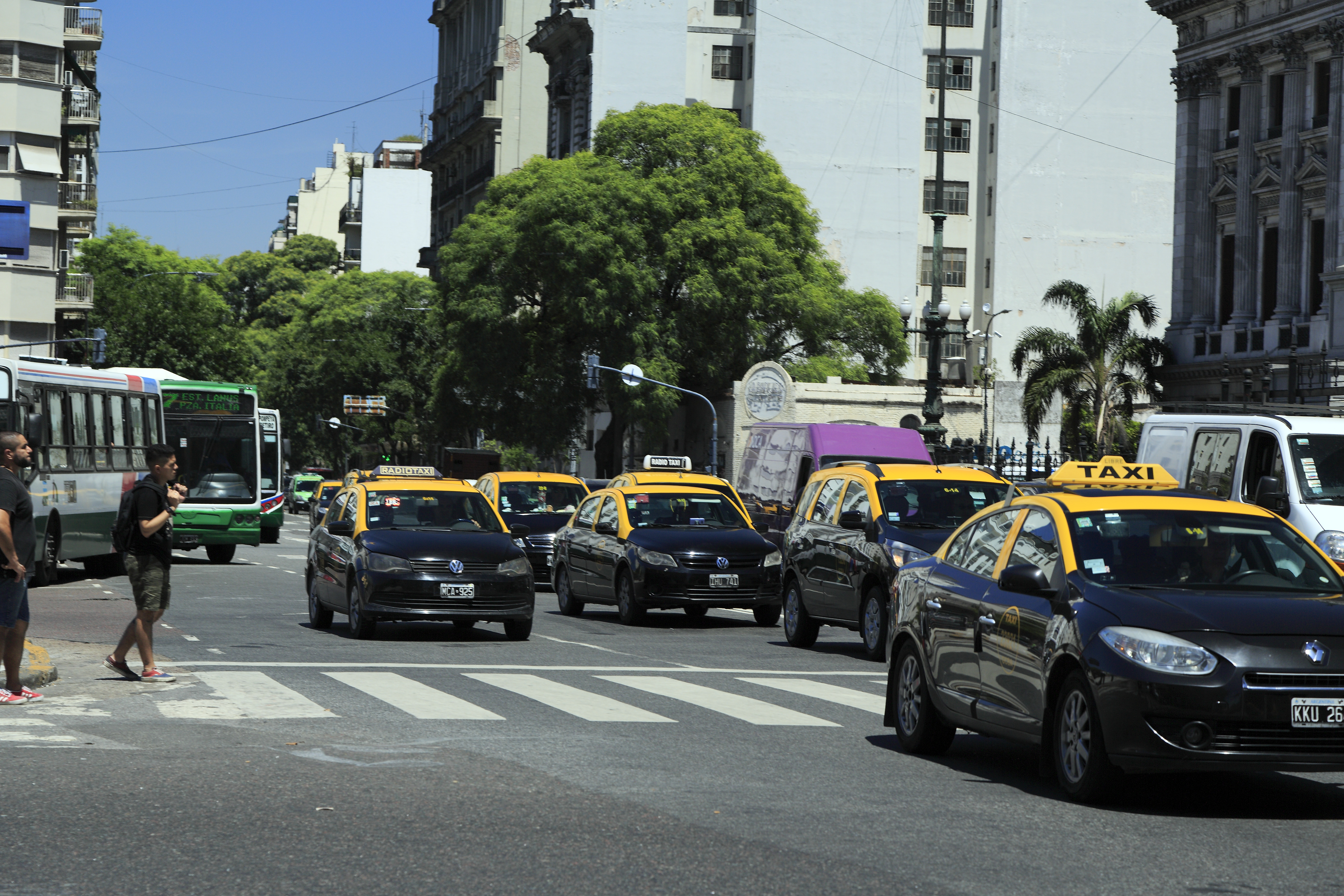
Taxis de Buenos Aires

Los Taxis también son muy comunes. Tienen diversos colores dependiendo de la ciudad. Las empresas de radio taxis ofrecen una cómoda seguridad. El Remís es otra forma de transporte de alquiler. Se parece bastante a los servicios de taxi por radio, pero los remises no presentan un diseño común, y la tarifa de los billetes se acuerda de antemano, y se fijan los precios para los destinos más comunes.

### Trenes, subterráneos y tranvías
Los trenes urbanos conectan la ciudad de Buenos Aires con Gran Buenos Aires. Diariamente, más de un millón de personas viaja a través de este medio a su lugar de trabajo, funcionan de 5 de la mañana hasta la 1 de la madrugada. Muchas de las líneas son eléctricas, aunque todavía hay algunas que lo hacen gracias al diésel.
Buenos Aires posee una red de subterranéos (metro), muchas de las líneas conectan el centro con los barrios periféricos. En el barrio de Caballito, hay un tranvía antiguo que sigue manteniéndose por aficionados y funciona los fines de semana, cerca de la estación de metro de Primera Junta (Línea A). El subterráneo de Buenos Aires tiene actualmente 6 líneas activas nombradas con letras (de la A a la E y la H). Actualmente, hay tres líneas adicionales (F, G, I) en preparación, siendo la línea F la más estudiada.
Funciona actualmente una red de tranvía llamada Premetro, la cual comunica los barrios del sur de la Ciudad de Buenos Aires con la línea E de Subterráneos. Si bien es un servicio inclusivo con las zonas más pobres de la ciudad, su servicio es superado por distintas líneas de colectivos.
Además en 1994 se incorporó al antiguo ferrocarril Mitre un servicio de trenes llamado Tren de la Costa, considerado como tren ligero con pasos a niveles con barreras, debido a no contar con el señalamiento necesario para considerarse Tren y por utilizar unidades tranviarias.
Una expansión de una red de tranvía, llamada Tranvía del Este, cuyo fin es unir Retiro con Constitución pasando por Puerto Madero no se materializó, en lugar de tranvías se planifica un sistema de autobús de tránsito rápido.
También se implementó el Metrotranvia en la Ciudad de Mendoza, que une tres departamentos de Gran Mendoza. El cual ha dado un buen resultado, esperando la ampliación de más líneas.
En el año 2007 en Córdoba se había comenzado una iniciativa privada para la creación del subterráneo de Córdoba. En 2012 se hicieron los estudios y se definió que este iba a contar con 3 líneas nombradas con letras (A, B y C), un total de 26 estaciones, teniendo una longitud de 23 km. Luego de varias idas y vueltas en 2016 el gobierno de Mauricio Macri declaró que no iba a apoyar la financiación de la obra quedando nuevamente el proyecto en el limbo.

### Ciclismo

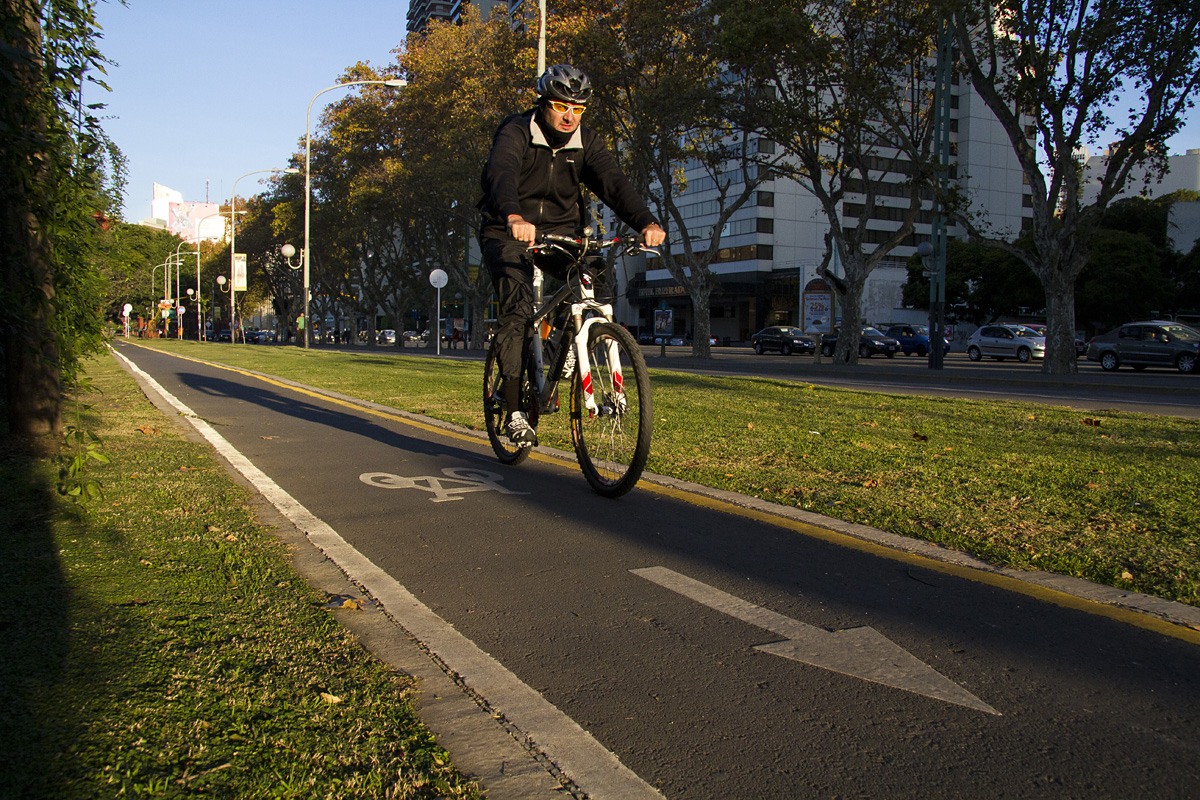
Red de ciclovías en Buenos Aires

Algunas ciudades también estimulan el uso de la bicicleta como un medio de transporte rápido, ecológico y saludable. Se ha implementado sistemas de bicicletas compartidas para desplazarse por la ciudad así como en Buenos Aires con EcoBici; En Rosario, Mi Bici Tu Bici; En Mendoza, la Metrobici y en La Plata, La Plata en bici.
Según estudios elaborados por el Banco Interamericano de Desarrollo (BID), afirman que la ciudad de Rosario es primera en un ranking latinoamericano de ciudades en uso de la bicicleta.

### Metrobús
El Metrobús es un sistema de Autobús de tránsito rápido (BRT) en la ciudad de Buenos Aires. Se llevó a cabo una prueba piloto en la Avenida Juan B. Justo, uniendo los barrios de Liniers y Palermo. Fue inaugurado el 31 de mayo de 2011.
Por Av. Juan B. Justo circulan ómnibus articulados y comunes que corresponden a las líneas 34 y 166, actuales adjudicatarias de concesiones nacionales de recorridos sobre dicha avenida. Al ser concesiones nacionales vigentes en forma precaria desde 1970 y en forma definitiva desde la década de 1990, el gobierno de la ciudad debió priorizar a dichas empresas para prestar el servicio.

## Transporte de larga distancia

### Carreteras

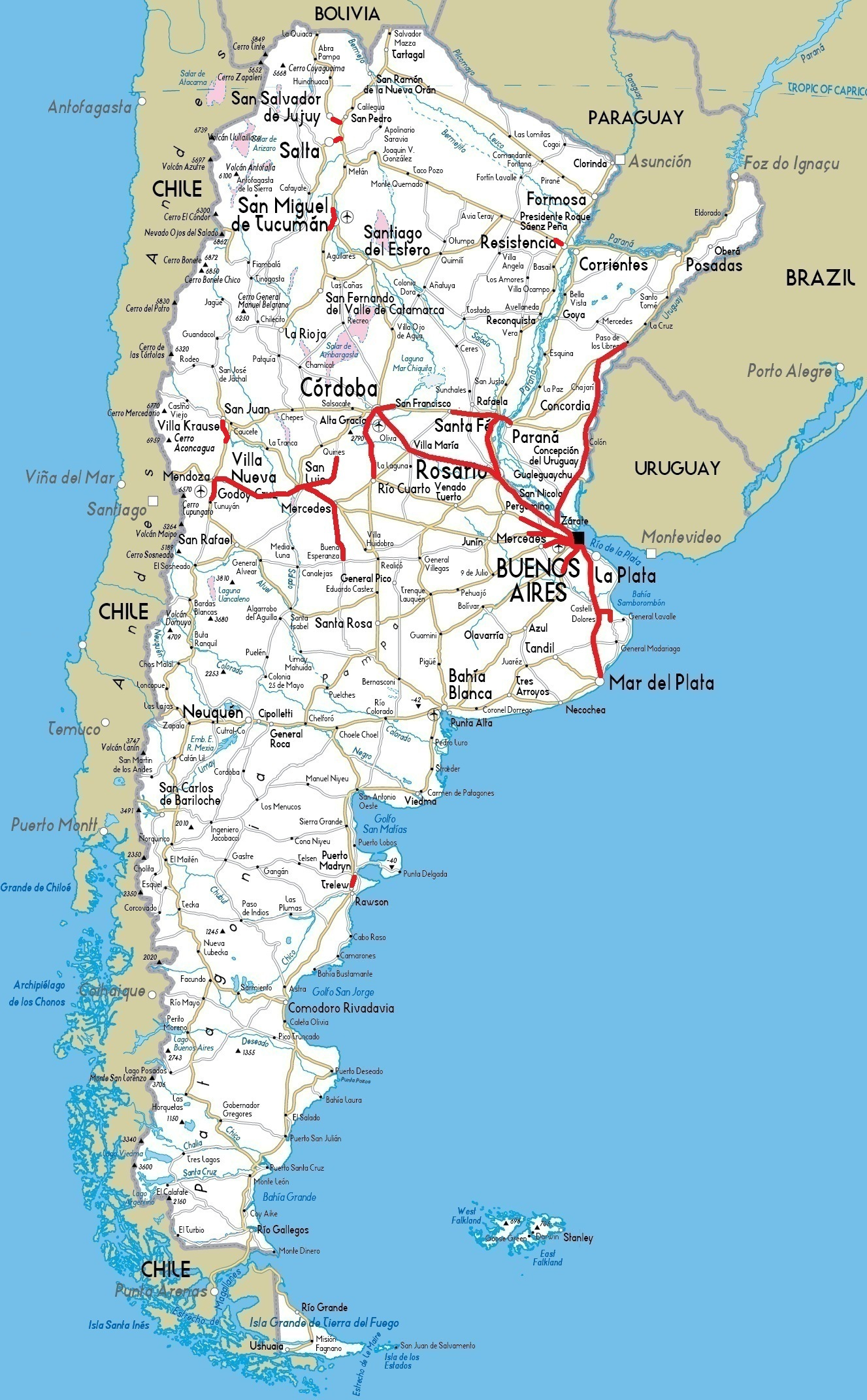
Carreteras duplicadas de Argentina, en rojo

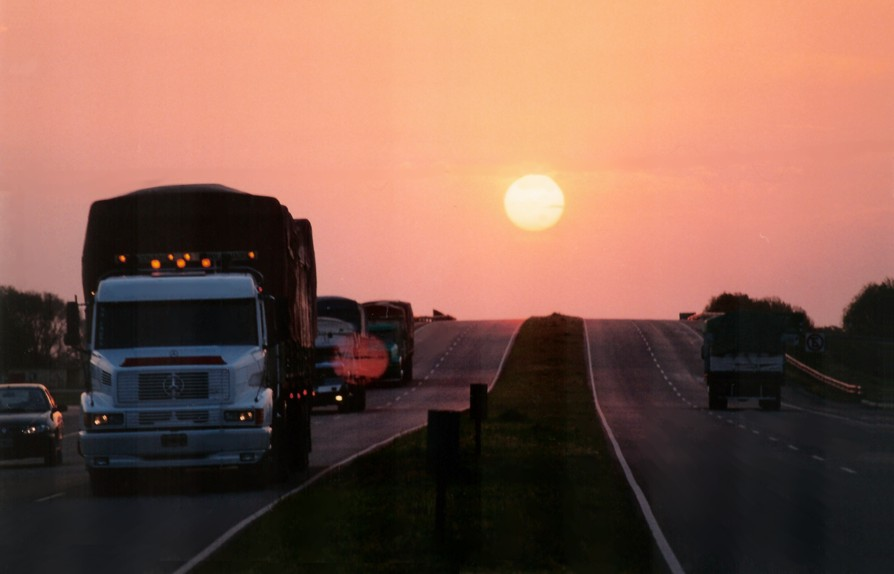
Camiones en la Ruta Nacional 7 en Junín

La red de carreteras de Argentina se divide en carreteras troncales, con una longitud de 38.000 km, secundarias cuya extensión es de 192.000 km y terciarias que totalizan 400.000 km. Las primeras tienen jurisdicción nacional (las rutas nacionales), las segundas, provincial (rutas provinciales) y las últimas, municipal o comunal. De esta red, unos 31.000 km de carreteras troncales y 38.000 km de carreteras secundarias están pavimentadas.
La red troncal une los grandes centros de producción y consumo y los puertos nacionales, que son la principal vía de ingreso y egreso de mercaderías del país. Debido a esto la longitud de esta red ha cambiado varias veces desde su concepción en 1932.
Las rutas nacionales con mayor cantidad de tráfico están concesionadas a diferentes empresas que perciben sus ingresos mediante peaje. Estos corredores viales, junto con los accesos a las ciudades de Buenos Aires y Córdoba suman poco más de 9.000 km. Existen algunas rutas provinciales concesionadas con peaje, como la Ruta Provincial 6 en Córdoba, la Autovía 2 y la Ruta Provincial 11 en Buenos Aires, entre otras.
Casi todas las ciudades argentinas están unidas al resto por carreteras pavimentadas, por lo que el transporte de larga distancia es importante tanto para pasajeros como para cargas.
Desde el 10 de junio de 1945 se circula por la derecha.

### Ómnibus
Los ómnibus de larga distancia o micros como se les conoce localmente son muy confortables, debido a que los viajes suelen ser largos por las distancias. El servicio es más económico que el avión, y más caro que el tren. Es esencial para poder hacer viajes a pueblos o ciudades que no cuentan con un aeropuerto cercano, o este mismo no cuenta con vuelos regulares de pasajeros. Se considera un sistema más federal que el de los aviones, al ser el ómnibus el único sistema de transporte que llega a más de 1000 destinos en todo el país, además de otros tantos en Uruguay, Brasil, Paraguay, Bolivia, Chile y Perú. 
Hay numerosas razones sociales y empresas en el mercado distribuidas en todo el país. En su mayoría, empresas familiares, los ómnibus emplean a más de 20.000 trabajadores en forma directa. Actualmente existen cinco categorías autorizadas por la CNRT; Bus común (la clase más económica), Semi-Cama, Cama Ejecutivo, Cama Suite (la más cara y la más confortable) y en algunos casos con servicios de auxiliar de a bordo. El servicio a bordo abarca por lo general comidas frías y calientes, proyección de películas, bebidas, aire acondicionado y otras amenidades.
Es un medio de transporte que tomo auge con la caída de los ferrocarriles en los 90 debido a la política de estado.
Por lo general los servicios más económicos de categorías de hasta Semi-Cama, suelen ser los servicios "Lecheros", los cuales se detienen e ingresan a todas las terminales de ómnibus de los pueblos, y los de mayor categoría se caracterizan por detenerse a descender pasajeros únicamente en los Accesos o hacer servicio punta a punta.
El nivel de confort y tecnología es similar al de países de la región, debido a la importación de micros a carroceras de otros países como Brasil, si bien se han comenzado a fabricar en Argentina. Los servicios de mayor categoría son reconocidos mundialmente por su alto nivel de confort y tecnología. Hoy es común encontrar servicios de a bordo como Internet WI-FI y pantalla led individual con sistema ON DEMAND, entre otras comodidades.
Las empresas de transporte se encuentran agrupadas en CELADI (Cámara Empresaria de Larga Distancia) desde donde trabajan en forma conjunta en pos del crecimiento y mejoramiento de los servicios que brinda el sector. Entre otras tareas puntuales, se abocan a temas como seguridad, servicio, innovación y planificación estratégica.

### Sistema ferroviario
La red ferroviaria argentina, con 47 000 km de vías fue, en su momento, una de las más grandes del mundo y sigue siendo la más extensa de Latinoamérica. Llegó a tener cerca de 100 000 km de rieles, pero el levantamiento de vías y el énfasis puesto en el transporte automotor fueron reduciéndola progresivamente. Posee cuatro trochas distintas y conexiones internacionales con Paraguay, Bolivia, Chile, Brasil y Uruguay.

## Transporte aéreo

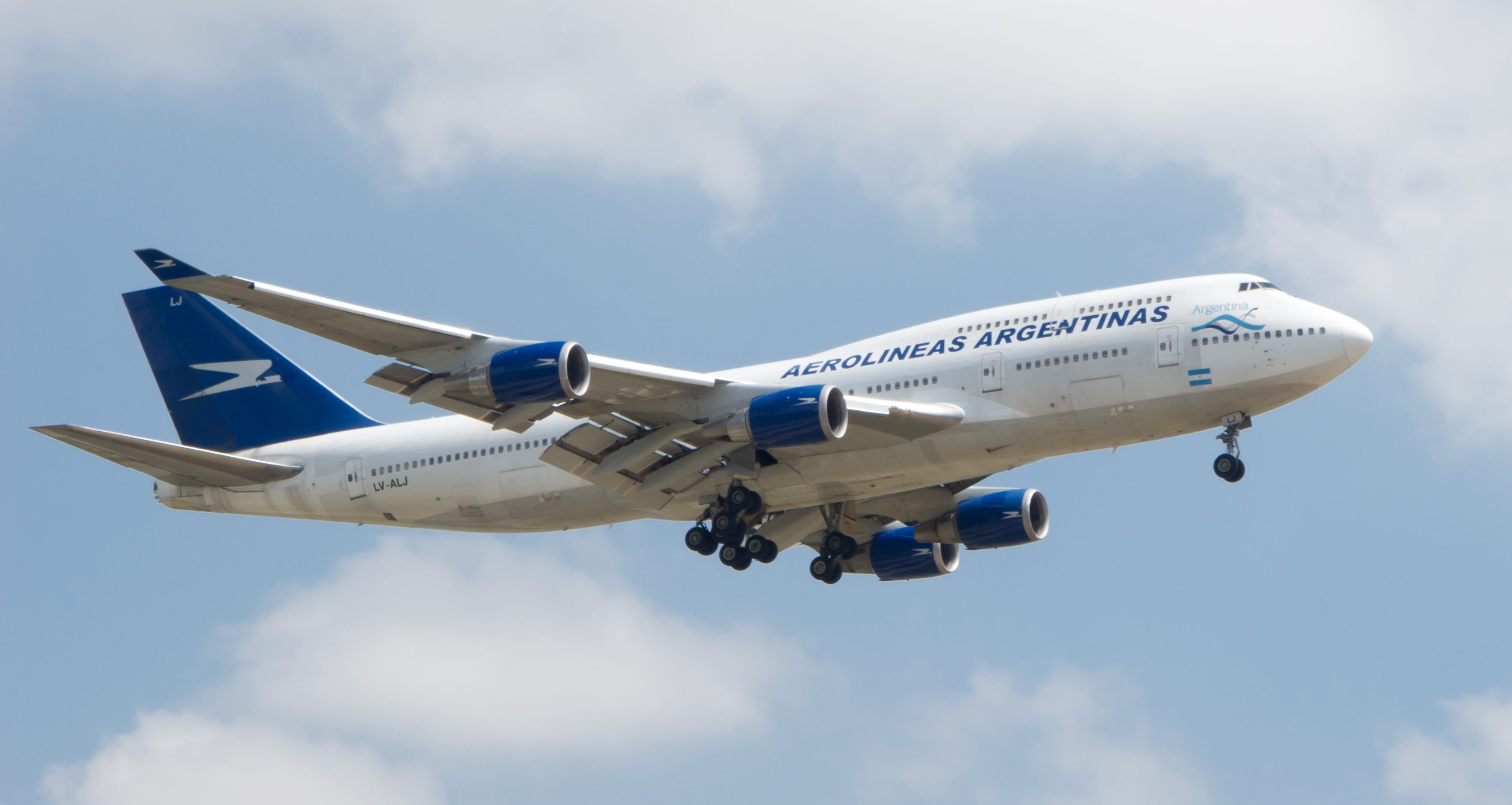
Boeing 747-400 de Aerolíneas Argentinas, una de las líneas aéreas más seguras del mundo.

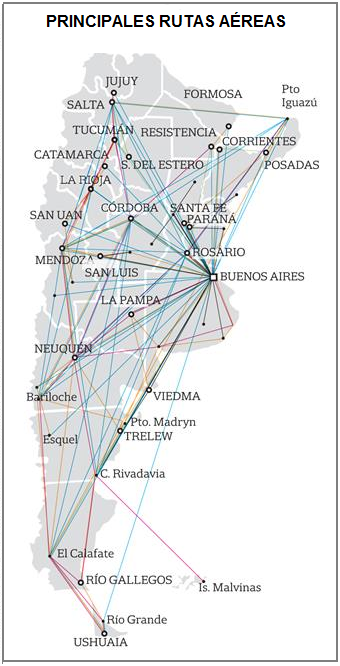
Principales rutas aéreas.

Últimamente, los vuelos de avión son cada vez más usados. Toda capital tiene su propio aeropuerto, sin embargo, la única capital de provincia que no tiene conexión aérea con ninguna otra y se encuentra totalmente aislada del circuito aerocomercial es paradójicamente la que se corresponde con la provincia más importante (Provincia de Buenos Aires): La Plata. Muchas compañías ofrecen vuelos muy regulares a los destinos más populares, y de menos frecuencia a otros lugares. El aeropuerto de la Ciudad de Buenos Aires es el Aeroparque Jorge Newbery, de mayor afinidad para vuelos nacionales, en algunos casos regionales, mientras que el aeropuerto de mayor afinidad internacional es el Aeropuerto Internacional Ministro Pistarini de la localidad de Ezeiza. El sistema no se considera Federal, por estar concentrados todos los vuelos con destino a Buenos Aires - Córdoba - Mendoza y Bariloche. La aerolínea de bandera es Aerolíneas Argentinas, QUE posee una participación en el mercado argentino de cabotaje del 83,8 por ciento del total nacional. Entre 2008 y 2014, el crecimiento de vuelos de la aerolínea estatal fue de un 102%; en pasajeros un 80% y en ingresos un 71%. Aerolíneas Argentinas se ubica en el primer puesto de puntualidad entre las líneas aeréas de América Latina. Logró un índice de un 90%, según un estudio realizado por la empresa FlightsStats, liderarando el ranking en puntualidad de la región.